# Varzobia tibialis
Varzobia tibialis är en stekelart som beskrevs av Nikol'skaya 1960. Varzobia tibialis ingår i släktet Varzobia och familjen bredlårsteklar.
Artens utbredningsområde är:
- Turkmenistan.
- Tadzjikistan.
- Uzbekistan.

Inga underarter finns listade i Catalogue of Life.